# Sérgio Daniel Sousa Silva
Sérgio Daniel Sousa Silva (sinh ngày 10 tháng 10 năm 1996) hay Serginho, là một cầu thủ bóng đá người Bồ Đào Nha thi đấu cho UD Oliveirense ở vị trí tiền đạo.

## Sự nghiệp bóng đá
Vào ngày 9 tháng 12 năm 2015, Serginho có màn ra mắt cho Oliveirense trong trận đấu tại Giải bóng đá hạng nhất quốc gia Bồ Đào Nha 2015–16 trước Feirense.